# Jitka Čábelická
Jitka Čábelická, za svobodna Škarnitzlová (* 15. února 1990 Brandýs nad Labem) je česká cyklistka jezdící na horském kole (disciplína olympijské cross country). V současnosti závodí za tým GAPP System - Kolofix MTB Racing Team. Jde o trojnásobnou mistryni České republiky pro roky 2018, 2019 a 2020 v závodech na horských kolech. V roce 2007 se jí podařilo získat stříbrnou medaili na juniorském Mistrovství světa ve skotském Fort William.

## Sportovní kariéra
K závodění na horských kolech se dostala díky staršímu bratrovi Janovi a díky svému otci, který závodil v kategorii Masters. Několik let kombinovala cyklistiku s atletikou a basketbalem. Nakonec zvítězilo horské kolo, konkrétně disciplína olympijské cross-country. Systematicky trénuje od roku 2003. Později k závodům XC přidala i cyklokros a silnici.